# Gandajika
Gandajika è un centro abitato della Repubblica Democratica del Congo, situato nella Provincia del Kasai Orientale.
| Controllo di autorità | VIAF (EN) 127893663 · LCCN (EN) n84132467 · J9U (EN, HE) 987007539171105171 |